# Rijsttafel
Rijsttafel lub „stół ryżowy” – posiłek złożony z ryżu ugotowanego na sypko i 10 do 15 potraw indonezyjskich. 
Holenderska tradycja kulinarna wywodząca się z czasów i terenów Holenderskich Indii Wschodnich, polegająca na spożywaniu wspólnego posiłku z ugotowanego ryżu, do którego jednocześnie serwowane są na stole liczne potrawy mięsne, rybne i warzywne oraz przystawki, pochodzące z kuchni indonezyjskiej, z wszystkich zakątków archipelagu, lecz mniej pikantne niż autentyczne, w kombinacji wzajemnie zharmonizowanej smakowo.
Przykładami indonezyjskich potraw goszczących na „stole ryżowym” są:
- nasi goreng,
- satay z mięsa drobiowego lub wieprzowego,
- rendang daging,
- krupuk.

„Stół ryżowy” jest wynalazkiem holenderskim, bywa nazywany kulinarnym fenomenem holendersko-indonezyjskim lub określany jako kulinarny „spadek” po kolonialnej przeszłości. Nie jest konsumowany przez Indonezyjczyków, m.in. dlatego, że wiele potraw zawiera wieprzowinę, zabronioną dla wyznawców islamu. Indonezyjskimi współczesnymi posiłkami restauracyjnymi przypominającymi nieco „stół ryżowy” są: nasi padang i nasi campur. W Indonezji „stół ryżowy” znajduje się jedynie w menu restauracji nastawionych na obsługę zagranicznych turystów.

## Historia

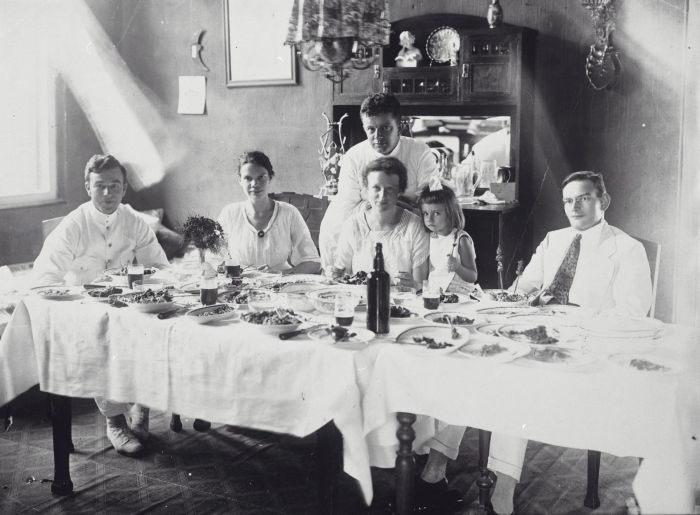
Stół ze „stołem ryżowym”, Holenderskie Indie Wschodnie, 1920

W związku z działalnością Holenderskiej Kompanii Wschodnioindyjskiej i później aneksją Indonezji przez Holandię, wielu Holendrów osiedlało się tymczasowo lub na stałe w Holenderskich Indiach Wschodnich, czyli dzisiejszej Indonezji. 
W licznych domach holenderskich plantatorów byli indonezyjscy służący, a w kuchni pracowały indonezyjskie kucharki (nid. kokkies). Początkowo obie kuchnie, holenderska i indonezyjska, były odseparowane od siebie, ale z biegiem czasu zaczęły powstawać mieszane potrawy. 
Wyraz (nid.) rijsttafel pojawił się na początku XIX wieku. Z czasem spożywanie obfitego ciepłego (po)południowego posiłku z ryżu wraz z kilkoma dodatkami stało się popularne. W dni powszednie „stół ryżowy” był bardziej skromny, zaś w dni świąteczne bardziej obfity. Liczba potraw na stole wahała się od 7 do 25, a nawet więcej w przypadku szczególnych uroczystości.
Po repatriacji w końcu lat 40. XX wieku, gdy Indonezja odzyskała niepodległość, „stół ryżowy” stał się symbolem kolonialnej przeszłości, tożsamości i dziedzictwa kulturowego dla społeczności Holendrów z byłych Holenderskich Indii Wschodnich.
W latach 50. XX wieku tradycja „stołu ryżowego” stała się znana pozostałej części społeczeństwa, m.in. dzięki działalności pasjonatów kuchni indonezyjskiej, dopasowaniu receptur do warunków europejskich, indonezyjskim książkom kucharskim i pokazom kulinarnym organizowanym w całym kraju.
W 2016 roku tradycja kulinarna rijsttafel została wpisana na listę niderlandzkiego niematerialnego dziedzictwa kulturowego (nid. Nationale Inventaris Immaterieel Cultureel Erfgoed Koninkrijk Nederland).

## Współczesność

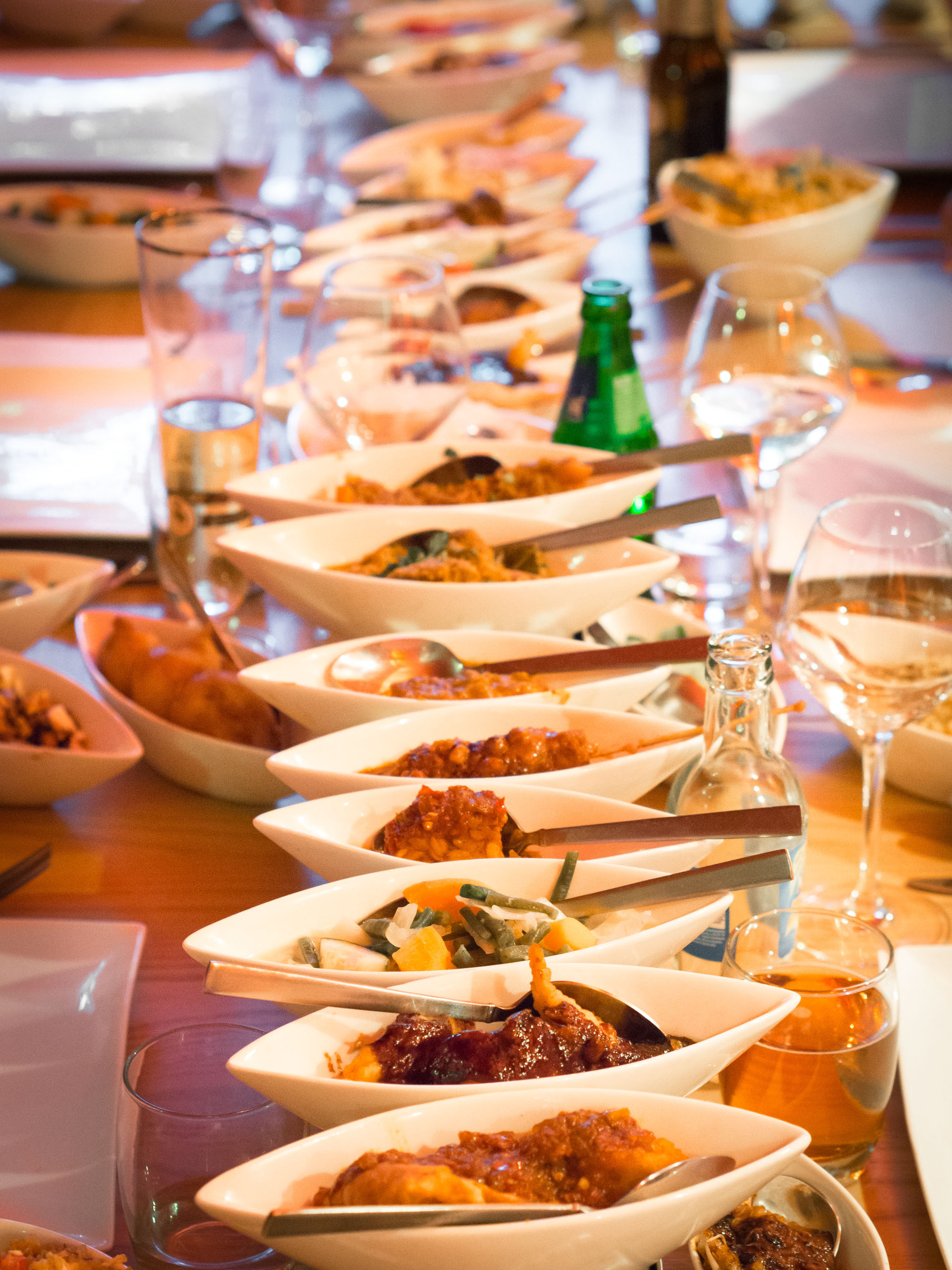
„Stół ryżowy” w jednej z restauracji w Hadze

Przepisy na przygotowanie „stołu ryżowego” są często przepisami rodzinnymi i pochodzą od członków rodziny (babci, cioci) zamieszkałych w przeszłości w Holenderskich Indiach Wschodnich lub od ich byłych jawajskich kucharek. 
Tradycja jest w dalszym ciągu kontynuowana w społeczności holendersko-indonezyjskiej obecnie mieszkającej w Holandii lub w innych częściach świata. W tych kręgach „stół ryżowy” stanowi nieodłączną część różnych uroczystości np. podczas spotkań weteranów. 
Również wiele restauracji chińsko-indonezyjskich oferuje klientom w menu „stół ryżowy”. Na stole jednocześnie podawany jest ugotowany biały ryż wraz z licznymi potrawami i dodatkami charakterystycznymi dla kuchni indonezyjskiej. Deser podawany jest osobno, po zakończeniu posiłku głównego. Na deser może zostać podawany np. pisang goreng (usmażone kawałki banana w cieście) i rujak (sałatka owocowa-warzywna ze słodko-kwaśnym sosem).
„Stół ryżowy” służy nie tylko do zaspokojenia głodu, ale stanowi okazję do degustacji wielu różnych specjałów indonezyjskich jednocześnie i do rozmowy. Podczas trwania posiłku potrawy są cały czas podgrzewane, więc ciepłe. Idea „stołu ryżowego” polega na tym, aby każdy kęs był inny w smaku, w związku z tym istnieje kilka zasad korzystania ze „stołu ryżowego”:
- małą porcję białego ryżu należy nałożyć na środek talerza,
- dookoła ryżu ułożyć porcje 4–5 potraw,
- potrawy nakładać na przemian ostre i łagodne w smaku,
- nie należy zbyt obficie napełniać talerza,
- nakładając różne potrawy starać się, aby nie mieszały się ze sobą na talerzu,
- nie należy polewać całego jedzenia na talerzu sosem sojowym,
- po zjedzeniu nałożonych uprzednio porcji, nakłada się nowe porcje (nowych) potraw wokół porcji ryżu usypanej na środku talerza,
- jeżeli któraś z potraw była zbyt ostra w smaku, to należy przegryźć porcją ryżu (biały ryż stanowi neutralny w smaku podkład dla potraw indonezyjskich, nie zakłóca ich oryginalnego smaku jak np. nasi goreng),
- do jedzenia używa się łyżki i widelca, łyżką – trzymaną w prawej ręce – wkłada się jedzenie do ust.

Przykłady potraw indonezyjskich, łagodnych i ostrych w smaku (głównie pochodzących z Jawy i Sumatry), oraz dodatków serwowanych klientom restauracji w ramach „stołu ryżowego”:
- ugotowana na wolnym ogniu wołowina, doprawiona do smaku kokosem i kurkumą,
- duszona z pięcioma ziołami wieprzowina w słodkim sosie sojowym,
- wołowina po sumatrzańsku (rendag padang),
- ugotowane na twardo jajka w ostrym sosie belado,
- różne warzywa w kremowym sosie kokosowym,
- zielona fasolka i młode pędy bambusa na ostro,
- satay drobiowe lub wieprzowe z sosem orzechowym z orzeszków ziemnych,
- upieczone marynowane nóżki z kurczaka,
- gado-gado (sałatka z warzyw z sosem orzechowym i jajkiem na zimno),
- słodko-kwaśna sałatka z ogórków,
- ugotowany na parze ryż,
- serundeng do posypywania (mieszanina usmażonych z przyprawami i cukrem wiórek kokosowych i orzeszków ziemnych),
- atjar tjampur (słodko-kwaśna sałatka warzywna),
- krupuk (chipsy krewetkowe),
- sambal oelek jako przyprawa.

Wyraz rijsttafel przeniknął do języka indonezyjskiego i angielskiego, można go znaleźć w menu restauracji londyńskich czy australijskich, specjalizujących się w kuchniach azjatyckich.